# バリュー・クエスト
株式会社バリュー・クエスト (ValueQuest Co.,Ltd) は、東京都千代田区に本社を置く電子商取引の仲介業者。

## 概要
電子商取引の中でもパチンコ・パチスロ関連に特化した業者で、中古遊技機売買の売買情報発信および売買仲介・決済代行、業界情報や経営企画の発信と会員間のコミュニティー促進事業を行う。中古遊技機の売買仲介の分野では2008年現在シェアNo.1。
2008年には経済産業省の「中小企業IT経営力大賞2008」において「IT経営実践認定企業」の認定を受けている。

## 沿革
- 1997年（平成09年） 07月、株式会社バリュー・クエストを設立。
- 2001年（平成13年） 07月、パチンコ・パチスロ中古遊技機トレードサイトVQnet.comサービス開始。
- 2009年（平成21年） 07月、遊技施設関連中古設備やキャラクターグッズなどを扱うサイトパチンコトレンドサービス開始。
- 2010年（平成22年） 01月、大阪府大阪市浪速区に大阪営業所を開設。
- 2011年（平成23年） 11月、軒先株式会社と業務提携。
- 2012年（平成24年） 01月、本社を東京都台東区に移転。
- 2014年（平成26年） 12月、本社を東京都千代田区に移転。
- 2016年（平成28年） 10月、本社を埼玉県さいたま市に移転。